# Coriarachne
Coriarachne es un género de arañas araneomorfas de la familia Thomisidae.
Los ejemplares del género se encuentran en regiones boreales y templadas casi exclusivamente en la corteza de los árboles, postes de cercas de madera y áreas similares donde pueden aprovechar su camuflaje natural. Son bastante lentos y robustos, con una apariencia de cangrejo característica de Thomisinae. Al igual que otros, esperarán para emboscar a su presa en lugar de perseguirla activamente. A menudo, estas arañas se congregan bajo la corteza suelta y la hojarasca para pasar el invierno en la etapa adulta o en la penúltima etapa.

## Especies
- Coriarachne brunneipes Banks, 1893
- Coriarachne depressa (C. L. Koch, 1837)
- Coriarachne fulvipes (Karsch, 1879)
- Coriarachne melancholica Simon, 1880